# Maur Dantine
Pour les articles homonymes, voir Dantine.
Maur Dantine, bénédictin de Saint-Maur, est un écrivain liégeois né à Gonrieux, près de Couvin, le 1er avril 1688 et mort à Paris au monastère des Blancs-Manteaux le 3 novembre 1746.
Chronologiste, il travailla à la Collection des décrétales, à une nouvelle édition du Glossaire de Ducange (il en publia les 5 premiers volumes, 1734-1735), et à L'Art de vérifier les dates.

## Biographie
Comme beaucoup des membres de sa congrégation, il fit partie de ceux qu'on nomme les Appelants, ceux qui en 1713 n'acceptèrent pas la bulle Unigenitus, mais firent appel à un concile général. 

## Œuvres
Le principal mérite de Dantine est le travail qu'il a réalisé dans le domaine de la chronologie. On peut légitimement voir en lui un des fondateurs de cette branche de l'histoire, en raison du plan méthodiquement élaboré qu'il a suivi pour sa grande publication, L'Art de vérifier les dates historiques des chartes, des chroniques et autres monuments, depuis la naissance de J.-C. Il réalisa la plus grande partie du travail préparatoire de cette publication, élaborant des tables chronologiques plus exactes et une meilleure méthode pour le calcul des dates historiques. La maladie l'empêcha de poursuivre ses travaux et il fut obligé de laisser à d'autres membres de son ordre le soin de l'achever, son principal successeur fut Charles Clémencet. 
En outre, il se consacra à des études linguistiques à la suite desquelles il publia une traduction des Psaumes avec commentaire sous le titre : Les psaumes traduits sur l'hébreu avec des notes (Paris, 1739). Ce travail attira tellement l'attention que, la même année, une deuxième édition devint nécessaire, et une troisième l'année suivante. 
En collaboration avec Dom Carpentier, il prépara une nouvelle édition du dictionnaire du latin médiéval publié initialement par Du Cange en 1678, et continué par la suite par les Mauristes ; le premier éditeur bénédictin en avait été Dom Guesnié, suivi de Nicolas Toustain et Louis Le Pelletier. L'édition de Dantine et Carpentier, aussi grande que la moitié de celle de Du Cange, parut en six volumes à Paris, de 1733 à 1736, sous le titre : Glossarium ad scriptores mediæ et infimæ latinitatis, editio locupletior opera et studio monachorum O.S.B. Les travaux de Dantine ont considérablement augmenté la valeur de ce travail, dont l'importance ne se limite pas à la connaissance du latin, mais constitue également une source pour l'étude du droit et de la morale au Moyen Âge.

## Sources
- Jean-Baptiste-Joseph Boulliot, Biographie ardennaise ou Histoire des ardennais, Paris : Ledoyen, 1830, note de bas de page 211

Cet article comprend des extraits du Dictionnaire Bouillet. Il est possible de supprimer cette indication, si le texte reflète le savoir actuel sur ce thème, si les sources sont citées, s'il satisfait aux exigences linguistiques actuelles et s'il ne contient pas de propos qui vont à l'encontre des règles de neutralité de Wikipédia.
- (en) Cet article est partiellement ou en totalité issu de l’article de Wikipédia en anglais intitulé « Maurus Dantine » (voir la liste des auteurs).